# Giberto III Pio di Savoia
Giberto III Pio di Savoia (Carpi, 1455 – Bologna, 26 settembre 1500) fu consignore di Carpi dal 1494 al 1499, e, come Giberto I, signore di Sassuolo dal 1499 alla morte, avvenuta nel 1500.

## Biografia
Appartenente all'antica famiglia dei Pio di Savoia, era figlio di Marco II, consignore di Carpi, e di Benedetta del Carretto.
Nel 1484 venne nominato capitano del popolo di Bologna.
Nel 1494, morto il padre, entrò in conflitto con il cugino Alberto III per il possesso della signoria di Carpi, della quale ebbe di diritto dal padre la metà. Incontrò a Genova l'imperatore Massimiliano I, riuscendo ad ottenere l'intera signoria. Alberto fece ricorso all'imperatore, che lo reintegrò nei suoi diritti. Ma le liti continuarono da entrambe le parti, con saccheggi ai rispettivi palazzi. Nella vicenda si intromise il duca di Ferrara Ercole I d'Este che, nel 1499, non essendo riuscito a mettere pace tra i contendenti, ottenne la cessione da parte di Giberto della sua parte di Carpi, nonché Soliera, in cambio della signoria di Sassuolo con, tra l'altro, Brandola, Fiorano, Corlo, Magreta e Montegibbio, che andavano ad aggiungersi a Formigine e ulteriori località vicine che già possedeva: Giberto diventava così vassallo degli Estensi, mentre questi ponevano la propria pesante ipoteca su Carpi, che infatti sarebbe stata da loro interamente assorbita meno di trent'anni dopo.
Nel 1499 Giberto si schierò col duca di Milano Ludovico il Moro, alla discesa in Italia di Luigi XII di Francia, che occupò la Lombardia e colpì per questo i Pio di Savoia di pesanti gabelle.
Morì a Bologna nel 1500 combattendo al comando delle truppe dei Bentivoglio.

## Discendenza
Giberto sposò il 7 ottobre 1486 Eleonora Bentivoglio, figlia di Giovanni II Bentivoglio, signore di Bologna, e di Ginevra Sforza, figlia del signore di Pesaro Alessandro Sforza, dalla quale ebbe sei figli:
- Alessandro (1487-1518), suo successore nella signoria di Sassuolo;
- Gerolamo (?-1528), uomo d'armi al servizio degli Estensi, decapitato a Ferrara con l'accusa di partecipazione a una congiura;
- Costanzo, governatore di Reggio e letterato;
- Marco (10 maggio 1497-14 settembre 1544), ambasciatore degli Estensi, marito di Lucrezia Roverella, padre di Enea ed Ercole e avo di Marco, ultimo signore di Sassuolo:[5]
  - Ercole (c. 1535-di tifo a Zara, 20 gennaio 1571), succeduto al cugino Giberto II come signore di Sassuolo il 26 giugno 1555, sposò il 3 febbraio 1562[6] Virginia di Tommaso Marino (poi madre per seconde nozze della Monaca di Monza) e padre di[7]:
    - Lucrezia (27 aprile 1563 - ?), monaca;
    - Benedetta (27 novembre 1564 - dicembre 1617[8]), sposò nel 1587 Girolamo Sanvitale; implicata nella congiura ordita da marito e suocera, fu condannata al carcere;
    - Vittoria (4 febbraio 1566 - ?), monaca;
    - Marco (4 ottobre 1567 - 27 novembre 1599), che gli succedette;
    - Anna (7 settembre 1568 - ?), monaca;
    - Maria (9 gennaio 1570 - ?), monaca;
    - (illegittima) Alda, monaca.

  - Enea (?-19 aprile 1613[9]), signore reggente di Sassuolo dal 1571 al 1584 in nome del nipote Marco. Governatore di Reggio dal 1591 al 1598. Cedette i propri diritti su Sassuolo agli Estensi il 30 giugno 1609. Sposò (1) il 20 aprile 1574 Laura Obizzi (1554-di parto, 20 ottobre 1578)[10], quindi (2) nel 1581 la ferrarese Barbara Turchi:
    - (1) Anna Camilla (1575-4 gennaio 1645), monaca in Carpi col nome di suor Camilla Violante dal 13 settembre 1592;
    - (1) Olimpia;
    - (1) Obizzo;
    - (1) Ercole (nato e morto il 20 ottobre 1578);
    - (2) Manfredo (1583-?);
    - (2) Ascanio (1587-7 ottobre 1649), sposò in prime nozze il 29 aprile 1621 Eleonora di Asdrubale Mattei (?-21 aprile 1622), già vedova di Ferrante di Ippolito I Bentivoglio, e in seconde nozze il 4 dicembre 1627 Beatrice di Enzo Bentivoglio[11][12][13];
      - (1) Carlo (1622-1689), cardinale;
      - (2) Eleonora (1630-18 dicembre 1690), sposò il 1º maggio 1644[14] Ottavio I Gonzaga, Principe di Vescovato;
      - (2) Lucrezia, sposò nel settembre 1658 il cugino Ippolito II Bentivoglio;
      - (2) Costanza (o Caterina), sposò nel febbraio 1650 il conte Francesco Mosti Estense di Ferrara;
      - (2) Luigi (16 luglio 1634-1665), dapprima avviato alla carriera ecclesiastica, intraprende poi la carriera militare e diplomatica al servizio dell'Impero[15];
      - (2) Giberto I (giugno 1637-all'assedio di Philippsburg, 1676), principe di San Gregorio, intraprese la carriera militare e sposò Juana de Moura Corte Real y Moncada, che avrebbe in seguito ereditato i titoli di marchesa di Castelo Rodrigo e duchessa di Nocera;
        - Francesco Pio di Savoia, principe di San Gregorio e, dopo la morte della madre, marchese di Castelo Rodrigo e "duca titolare (cioè pretendente) di Nocera, raggiunse una posizione di grande rilievo alla corte di Madrid, con grandato di Spagna;
          - Giberto II, successore del padre, dal 1735 duca effettivo di Nocera; deceduto senza figli;
          - Isabella Maria, sorella ed erede del precedente, ultima della linea gibertina dei Pio, moglie di Antonio José Valcárcel y Pérez Pastor, alla cui famiglia trasferì i titoli dei Pio alla stregua del diritto successorio spagnolo[16];

        - Luigi Pio di Savoia, dapprima avviato alla carriera ecclesiastica, intraprende poi la carriera militare e diplomatica al servizio dell'Impero, e diventa duca di Nocera durante il viceregno austriaco a Napoli, fino al 1735;

      - (2) Alessandro (1º settembre 1640-?);
      - (2) Enea (12 aprile 1646-20 marzo 1705), auditore della Sacra Rota e collezionista d'arte[17];
      - (2) Ottavia, monaca

    - (2) Carlo Emanuele (1585-1641), cardinale;
    - (2) Giberto (1595-marzo 1619), intraprese la carriera militare e sposò nell'ottobre 1617[18] Margherita (?-1631, poi moglie di Francesco Caracciolo, Duca di Martina[19]), figlia di Marzio Colonna, Duca di Zagarolo, senza averne eredi;
    - (2) Alessandro (1601-?), Cavaliere dell'Ordine di Malta;
    - (2) Lucrezia;
    - (2) Lavinia;
    - (2) Camilla

  - Eleonora (?-10 novembre 1596), sposatasi nel 1551 con Ercole Bevilacqua (1528-1553), dal quale ebbe il figlio Ercole, omonimo del padre. Dopo la sua morte si risposò con Guido Bentivoglio (morto nel 1569),[20] da cui ebbe una figlia, Silvia;[21]
  - Emilia (?-nel parto di due gemelli, c. 1569), sposò in prime nozze nel 1555 il conte tedesco Ladislao von Haybaron, e in seconde nozze nel settembre 1568 Onofrio Bevilacqua, conte di Maccastorna e Patrizio di Bologna e Ferrara (1539-1598); nozze annullate dopo circa sei mesi, malgrado lo stato di gravidanza della sposa[22][23]
  - Margherita (testò il 16 aprile 1592), sposata con Ascanio Sforza, Conte di Borgonovo (morto il 5 gennaio 1597).[24][25]
- Ippolita (1492-1554), monaca al Corpus Domini di Bologna;
- Eleonora (1493-1556), monaca al Corpus Domini di Bologna.

## Ascendenza
|                                                   |                                                     |                                                    | Genitori                                             |  |  | Nonni |  |  | Bisnonni                     |  |  | Trisnonni                      |  |
|                                                   |                                                     |                                                    |                                                      |  |  |       |  |  | Marco I Pio Signore di Carpi |  |  | Giberto I Pio Signore di Carpi |  |
|                                                   |                                                     |                                                    |                                                      |  |  |       |  |  | Marco I Pio Signore di Carpi |  |  | Giberto I Pio Signore di Carpi |  |
|                                                   |                                                     | Bianca Casati                                      |                                                      |  |  |       |  |  | Marco I Pio Signore di Carpi |  |  |                                |  |
| Giberto II Pio di Savoia Consignore di Carpi      |                                                     |                                                    |                                                      |  |  |       |  |  | Marco I Pio Signore di Carpi |  |  |                                |  |
|                                                   |                                                     | Taddea de’ Roberti                                 | Cabrino de’ Roberti                                  |  |  |       |  |  |                              |  |  |                                |  |
|                                                   |                                                     | Taddea de’ Roberti                                 | Cabrino de’ Roberti                                  |  |  |       |  |  |                              |  |  |                                |  |
|                                                   |                                                     | Taddea de’ Roberti                                 | Margherita del Sale                                  |  |  |       |  |  |                              |  |  |                                |  |
| Marco II Pio di Savoia Consignore di Carpi        |                                                     | Taddea de’ Roberti                                 |                                                      |  |  |       |  |  |                              |  |  |                                |  |
|                                                   |                                                     | Aldobrandino da Polenta                            | Guido III da Polenta                                 |  |  |       |  |  |                              |  |  |                                |  |
|                                                   |                                                     | Aldobrandino da Polenta                            | Guido III da Polenta                                 |  |  |       |  |  |                              |  |  |                                |  |
|                                                   |                                                     | Aldobrandino da Polenta                            | Elisa d'Este                                         |  |  |       |  |  |                              |  |  |                                |  |
| Alda da Polenta                                   |                                                     | Aldobrandino da Polenta                            |                                                      |  |  |       |  |  |                              |  |  |                                |  |
|                                                   |                                                     | ? Manfredi                                         | Alberigo Manfredi Signore di Marradi                 |  |  |       |  |  |                              |  |  |                                |  |
|                                                   |                                                     | ? Manfredi                                         | Alberigo Manfredi Signore di Marradi                 |  |  |       |  |  |                              |  |  |                                |  |
|                                                   |                                                     | ? Manfredi                                         | Antonia da Barbiano                                  |  |  |       |  |  |                              |  |  |                                |  |
| Giberto III Pio di Savoia                         |                                                     | ? Manfredi                                         |                                                      |  |  |       |  |  |                              |  |  |                                |  |
|                                                   | Lazzarino II del Carretto Marchese di Finale e Noli | Lazzarino I del Carretto Marchese di Finale e Noli |                                                      |  |  |       |  |  |                              |  |  |                                |  |
|                                                   | Lazzarino II del Carretto Marchese di Finale e Noli | Lazzarino I del Carretto Marchese di Finale e Noli |                                                      |  |  |       |  |  |                              |  |  |                                |  |
|                                                   | Lazzarino II del Carretto Marchese di Finale e Noli | Marietta del Carretto                              |                                                      |  |  |       |  |  |                              |  |  |                                |  |
| Galeotto I del Carretto Marchese di Finale e Noli | Lazzarino II del Carretto Marchese di Finale e Noli |                                                    |                                                      |  |  |       |  |  |                              |  |  |                                |  |
|                                                   |                                                     | Caterina del Carretto                              | Giorgio del Carretto Signore di Grana e Roccavignale |  |  |       |  |  |                              |  |  |                                |  |
|                                                   |                                                     | Caterina del Carretto                              | Giorgio del Carretto Signore di Grana e Roccavignale |  |  |       |  |  |                              |  |  |                                |  |
|                                                   |                                                     | Caterina del Carretto                              | …                                                    |  |  |       |  |  |                              |  |  |                                |  |
| Benedetta del Carretto                            |                                                     | Caterina del Carretto                              |                                                      |  |  |       |  |  |                              |  |  |                                |  |
|                                                   |                                                     | Raffaele Adorno Doge della Repubblica di Genova    | Giorgio Adorno Doge della Repubblica di Genova       |  |  |       |  |  |                              |  |  |                                |  |
|                                                   |                                                     | Raffaele Adorno Doge della Repubblica di Genova    | Giorgio Adorno Doge della Repubblica di Genova       |  |  |       |  |  |                              |  |  |                                |  |
|                                                   |                                                     | Raffaele Adorno Doge della Repubblica di Genova    | Benedettina Spinola                                  |  |  |       |  |  |                              |  |  |                                |  |
| Vannina Adorno                                    |                                                     | Raffaele Adorno Doge della Repubblica di Genova    |                                                      |  |  |       |  |  |                              |  |  |                                |  |
|                                                   |                                                     | Violante Giustiniani-Longo                         | Giovanni Giustiniani-Longo                           |  |  |       |  |  |                              |  |  |                                |  |
|                                                   |                                                     | Violante Giustiniani-Longo                         | Giovanni Giustiniani-Longo                           |  |  |       |  |  |                              |  |  |                                |  |
|                                                   |                                                     | Violante Giustiniani-Longo                         | Lucia Grimaldi                                       |  |  |       |  |  |                              |  |  |                                |  |
|                                                   |                                                     | Violante Giustiniani-Longo                         |                                                      |  |  |       |  |  |                              |  |  |                                |  |